# Perxe de Ca Pellissa
El Perxe de Ca Pellissa és una obra gòtica de la Fatarella (Terra Alta) inclosa a l'Inventari del Patrimoni Arquitectònic de Catalunya.

## Descripció
Perxe situat al carrer Alt, sobre el qual vola Ca Pellissa.
Suportat per una biga de fusta des del c/ Alt i accés posterior per una arcada apuntada. Aquesta arcada s'endinsa pel costat dret dins de Ca Pellissa. Per sobre d'aquest costat hi ha un mur cec i massís, de carreus a la part baixa i paredat a la alta.
Sembla que aquest perxe podia ser un dels tancaments medievals de la vila.
Antigament era més ample.
L'interior és suportat per cabirons longitudinals al pas.
Passa per un carrer costerut i sense pavimentar.